# Dicheniotes tephronota
Dicheniotes tephronota är en tvåvingeart som först beskrevs av Mario Bezzi 1908.  Dicheniotes tephronota ingår i släktet Dicheniotes och familjen borrflugor.
Artens utbredningsområde är Eritrea. Inga underarter finns listade i Catalogue of Life.